# Laurel und Hardy: Berth Marks

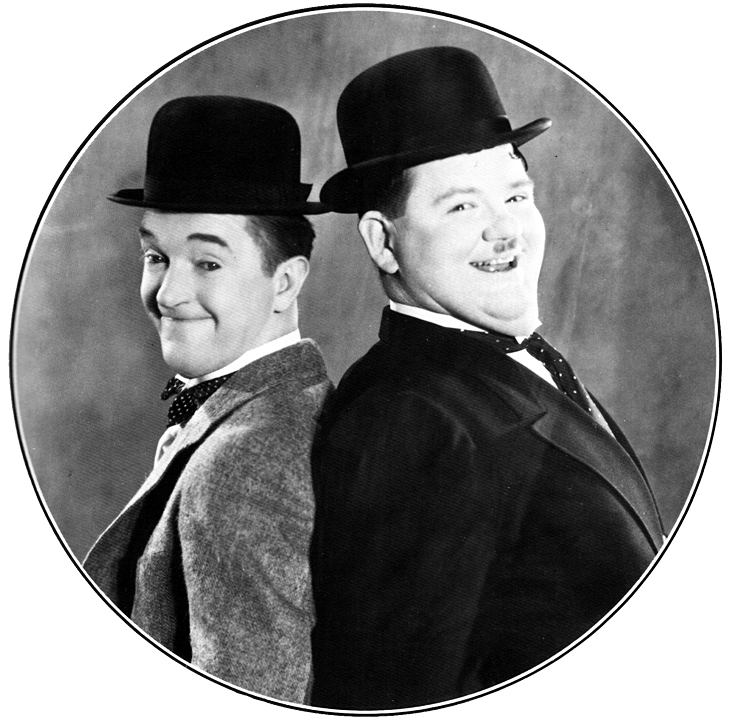
Laurel und Hardy

Berth Marks (deutsch: In einem Bett / Nachtquartier) ist eine US-amerikanische Kurzfilm-Komödie aus dem Jahre 1929 mit dem Komikerduo Stan Laurel und Oliver Hardy in den Hauptrollen. Der Film wurde in einer stummen und einer Tonversion gedreht.

## Handlung
Laurel und Hardy sind Straßenmusikanten und wollen per Eisenbahn zu ihrem nächsten Auftrittsort Pottsville reisen. Schon auf dem Bahnsteig ergeben sich ulkige Probleme und die Jungs schaffen es nur mit Mühe, sich selbst, ihre Noten und Hardys Cello auf den schon anfahrenden Zug zu bringen.
Im Zug schaffen sie es unmittelbar, für Unruhe und Konflikte zu sorgen. In ihrer winzigen Schlafkoje im oberen Teil eines doppelstöckigen Betts des Schlafwagens wollen sie sich auf engstem Raum ihre Pyjamas anziehen. Doch bevor Laurel und Hardy zur Ruhe kommen wird bereits ausgerufen, dass der Zug ihren Zielbahnhof erreicht.
Dort stehen die Jungs im Schlafanzug, während die Noten davon flattern und das Cello weiter reist. Hardy ist außer sich und will Laurel verprügeln. Der nimmt deswegen über die Gleise Reißaus.

## Kommentare
„... bei der Sequenz im oberen Doppelbett geht alles schief. Die Situation eröffnet viele Chancen - Stan und Ollie versuchen, sich auf engstem Raum auszuziehen und zu schlafen. ... Es sind nur fünf Minuten, in denen Stan und Ollie sich sehr unwohl fühlen. Es gibt ein oder zwei Lacher in der Sequenz, aber da dies die wichtigste Szene des Films ist, sind ein oder zwei Lacher einfach nicht gut genug.
Berth Marks erhält wohl mehr Kritik als gerechtfertigt ist. Er ist unterdurchschnittlich, aber angesichts der Probleme, mit denen die Filmemacher damals zu kämpfen hatten, kann das nicht überraschen. Roach brachte Stummfilmversionen seiner neuen Tonfilme heraus, für Kinos, die noch nicht mit Ton arbeiten konnten. Es muss ein Albtraum gewesen sein, diese Filme für beide Märkte zu bearbeiten. ...
Berth Marks ist ein Gähner, aber es ist kein Härtetest in der Art von The Laurel-Hardy Murder Case, Twice Two oder Oliver the Eighth. Er wirkt wie ein beiläufiger, hingeworfener Beitrag, und er ist nicht besser oder schlechter, als man es von einem solchen Film erwarten kann.“ John Larrabee, John V. Brennan in: Laurel and Hardy Central
"Die Szene im oberen Doppelbett strapaziert die Geduld der Zuschauer zu sehr." Glenn Mitchell
"Alles in allem ist es wahrscheinlich der am wenigsten lustige von allen Soundkurzfilmen der Jungs. Langsam und krampfhaft, scheitert er daran, Eindruck zu hinterlassen." Dave Lord Heath

## Trivia
Berth Marks ist (wenn man von Wrong again absieht) erst der zweite Tonfilm des Komikerduos. Vorsichtshalber erstellte Hal Roach auch eine Stummfilmversion. Der Film enthält bereits Gags, die ohne Ton nicht verständlich sind. Deswegen ist Berth Marks ein Beispiel für die Probleme, die in Zeiten der Umstellung vom Stumm- auf den Tonfilm entstanden.
Der Bahnhof, auf dem die Szenen von Berth Marks gedreht wurden, war Santa Fe Le Grande, genau derselbe Bahnhof, ja sogar genau derselbe Ort, an dem Stan elf Jahre zuvor seinen Solo-Film Hustling For Health (1918) gedreht hatte. Dies war Laurels letzter Film für die Rolin Film Company und wurde von keinem Geringeren als Hal Roach produziert (das "Ro" zu Dan Linthicums "Lin" im Firmennamen).